# Ammi
Ammi (Ammi ben Natan; auch: Immi) war ein Amoräer der 2. und 3. Generation in Palästina und lebte und wirkte im dritten nachchristlichen Jahrhundert.
Mit Assi bildete er das bedeutendste Schülerpaar aus der Schule des Rabbis Jochanan bar Nappacha in Tiberias. Man nannte sie „die geschätztesten Priester Palästinas“ oder auch Richter Palästinas. Zumeist waren sie einer Meinung. U. a. beschlossen sie, die Samaritaner endgültig als „Heiden“ zu erklären.
Der Rabbi Ammi hielt sich öfters in Babylonien auf und studierte vielleicht an der Schule Raws in Sura, dessen Lehrsprüche er auch tradiert.
Nach Jochanans Tod wurde Ammi in Tiberias zum Schulhaupt gewählt.
Ammi war vermutlich auch Schüler Hoschajas und wird nicht nur gemeinsam mit Assi, sondern auch gemeinsam mit Chijja II. erwähnt.